# Lanzacohetes múltiple

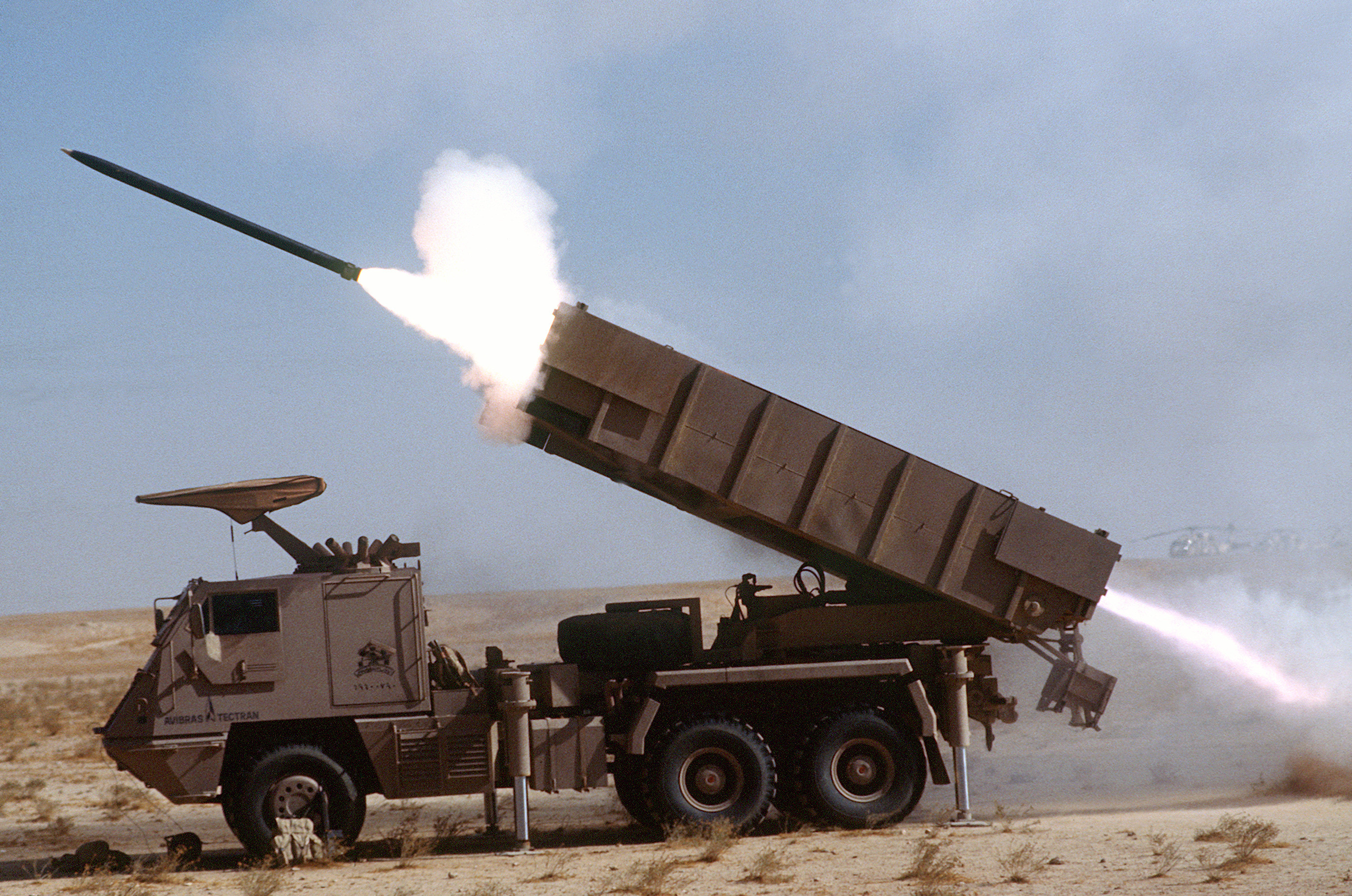
Lanzacohetes múltiple brasileño Astros II.

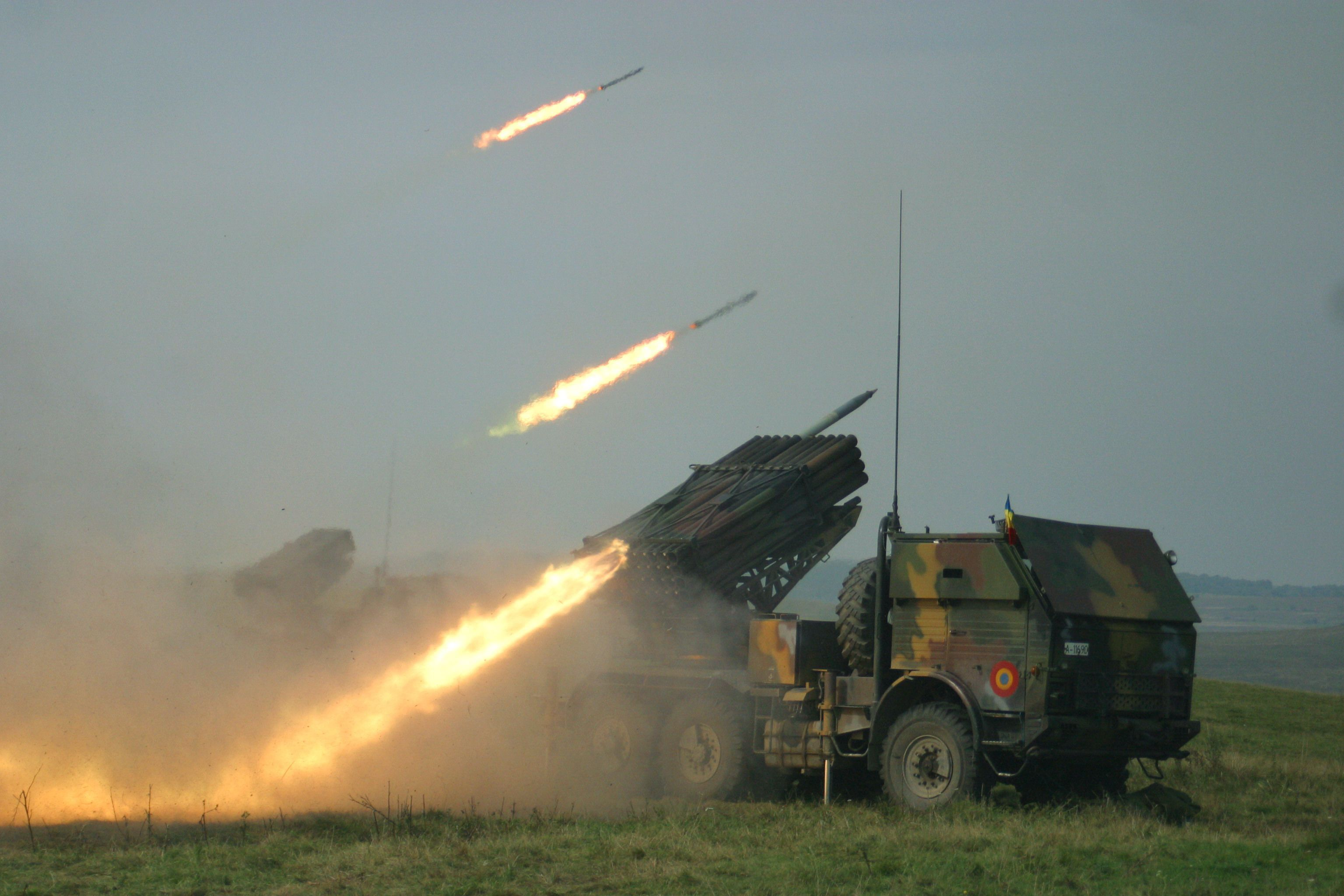
Lanzacohetes múltiple rumano LAROM.

Un lanzacohetes múltiple (en inglés son conocidos por las siglas MRL, de multiple rocket launcher) es un tipo de sistema de artillería de cohetes no guiada. Al igual que otras artillerías de cohetes, los lanzacohetes múltiples tienen menos precisión y una menor cadencia de disparo que las baterías de cañones tradicionales. Sin embargo, al ser múltiples, tienen la capacidad de poder lanzar simultáneamente muchos cientos de kilogramos de explosivo, con un efecto devastador.

## Historia
Las primeras armas que tuvieron algún parecido al actual concepto de "lanzacohetes múltiple" fue probablemente el Hwacha coreano, creado en el siglo XV en el año 1409. Se utiliza para poner en marcha un gran número de cohetes rápidamente y también para transportarlos. Este consistía en pequeñas bolsas de pólvora unidas a flechas para propulsarlas como cohetes. Algunas flechas fueron más tarde diseñadas para detonar y arrojar púas de hierro. El primer moderno lanzador múltiple de cohetes fue el Nebelwerfer alemán de la década de 1930, una pequeña pieza de artillería remolcada.

### Segunda Guerra Mundial
Los primeros autopropulsados lanzacohetes múltiples - y posiblemente el más famoso - fueron los soviéticos BM-13 Katyusha, utilizados por primera vez durante la Segunda Guerra Mundial y se exportan a los aliados soviéticos después. Eran sistemas simples en los que un rack de rieles de lanzamiento fue montado en la parte trasera de un camión. Esto creó el modelo para modernos lanzacohetes múltiples. Los estadounidenses lanzadores tubulares montados encima de los tanques M4 Sherman Calliope para crear el depósito de lanzamiento de cohetes T34, solo se utiliza en pequeñas cantidades, ya que su equivalente más cercano a la Katyusha.

## Ejemplos
- LAR-160
- / LAROM
- SLAM Pampero
- TAM VCLC
- CP-30
- Astros II
- Cohete Rayo
- SLM FAMAE
- HIMARS
 MLRS
- / RM-70
- / WR-40 Langusta
- Lynx (PULS)
- Teruel, en proyecto: SILAM
- / BM-21 Grad
 / BM-30
- / Katyusha
- TOS-1
- // M-63 Plamen
// M-77 Oganj
 // M-87 Orkan
- Tipo 90B
- Weishi (varias versiones)